# جوزيف إيناكارهير
جوزيف إيناكارهير (بالإنجليزية: Joseph Enakarhire)‏ (مواليد 6 نوفمبر 1982 في واري) لاعب كرة قدم نيجيري دولي يجيد اللعب في خط الدفاع . يلعب حاليا لصالح نادي باناثينايكوس اليوناني من سنة 2007 .

## مسيرته الكروية
لعب جوزيف إيناكارهير خلال مسيرته الاحترافية مع 8 أندية في ثلاثة عشر موسمًا وسجل خلالها هدفين أثنين ضمن 123 مباراة. حيث فاز في موسم واحد بالكأس ولم يفز بأي دوري.
خاض جوزيف إيناكارهير مسيرته مع نادي إينوغو رينجرز ما بين عامي 1998 و1999 في المرة الأولى لمدة موسم واحد ثم ما بين عامي 1999 و2000 لمدة موسم واحد، لم يشارك في أي مباراة ولم يسجل أي هدف. ثم انتقل إلى نادي ستاندارد لييج في موسم 1999–00 في المرة الأولى لمدة موسم واحد ثم في موسم 2000–01 ليلعب معه أربعة مواسم، حيث شارك طوالها في 75 مباراة سجل خلالها هدفًا واحدًا. لينتقل بعدها إلى نادي سبورتينغ لشبونة في موسم 2004–05 لمدة موسم واحد، مشاركًا في 19 مباراة ولم يسجل أي هدف. ثم انتقل إلى نادي دينامو موسكو ما بين عامي 2005 و2006 لمدة موسم واحد، مشاركًا في 9 مباريات سجل خلالها هدفًا واحدًا. هذا وانتقل لاحقًا إلى نادي جيروندان بوردو في موسم 2006–07 لمدة موسم واحد، مشاركًا في 16 مباراة ولم يسجل أي هدف. ثم انتقل بعدها إلى نادي باناثينايكوس في موسم 2007–08 لمدة موسم واحد، مشاركًا في مباراتين ولم يسجل أي هدف أيضًا. ليعود وينتقل من جديد، لكن هذه المرة إلى نادي لا فيوريتا في موسم 2012–13 لمدة موسم واحد، لم يشارك في أي مباراة ولم يسجل أي هدف أيضًا. لينتقل بعدها إلى FC Daugava ‏ ما بين عامي 2013 و2014 لمدة موسم واحد، مشاركًا في مباراتين ولم يسجل أي هدف أيضًا.

## روابط خارجية
- جوزيف إيناكارهير على موقع قاعدة بيانات كرة القدم.إي يو (الإنجليزية)
- جوزيف إيناكارهير على موقع بيانات كرة القدم. دي إي (الألمانية)
- جوزيف إيناكارهير على موقع ليكيب (الفرنسية)
- جوزيف إيناكارهير على موقع ناشيونال فوتبول تيمز (الإنجليزية)
- جوزيف إيناكارهير على موقع Soccerway.com (الإنجليزية)
- جوزيف إيناكارهير على موقع عالم كرة القدم.نت (الإنجليزية)